# Kelly Ripa
Kelly Maria Ripa (Nueva Jersey, Estados Unidos; 2 de octubre de 1970) es una actriz, empresaria y presentadora de televisión estadounidense ganadora de un premio Emmy. Se convirtió en actriz a comienzos de 1990 y en presentadora a comienzos de la década de 2000. Desde febrero de 2001 coanima junto con Regis Philbin el programa de entrevistas Live with Regis and Kelly. Antes de eso había participado en las series All My Children, en el papel de "Hayley Vaughan Santos", y Hope & Faith, en el papel de "Faith Fairfield", ambas pertenecientes a la cadena de televisión ABC.

## Inicios
Kelly Ripa nació el 2 de octubre de 1970 en Camden County, Nueva Jersey, fruto del matrimonio de Esther y Joseph Ripa, una ama de casa y un chofer de colectivos respectivamente. Cursó sus estudios primarios en Berlín Community School, Nueva Jersey. La preparatoria la realizó en otro colegio, el Eastern High School en Voorhees Township, Nueva Jersey. Durante sus años de estudio, Ripa actuó en varias obras teatrales escolares. El año de su graduación participó en la obra The Ugly Duckling (El patito feo). Después fue contratada para trabajar como actriz en un teatro local y también para bailar en el programa televisivo juvenil Dance Party USA de la cadena USA Network.

## Carrera

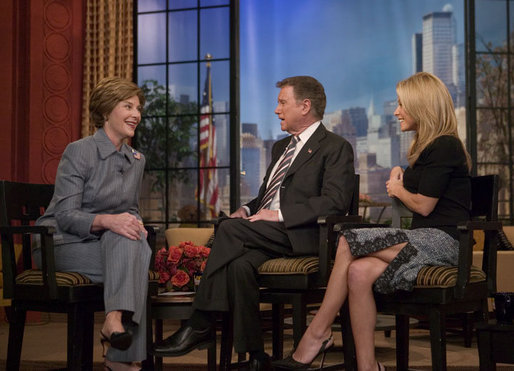
Regis Philbin y Ripa (derecha) entrevistando a Laura Bush (izquierda) en el programa televisivo Live with Regis and Kelly.

La carrera actoral de Ripa comenzó en 1990, cuando obtuvo el papel de "Hayley Vaughan" en el serial televisivo All My Children. Su interpretación fue alabada por los críticos de televisión. Tal es así, que en 1993 recibió su primera nominación al premio Daytime Emmy en la categoría de "Mejor joven actriz de un serial televisivo", premio que finalmente no ganó. En 1999 volvió a ser nominada al premio Daytime Emmy, pero esta vez en la categoría de "Mejor actriz secundaria de un serial televisivo", aunque nuevamente no ganó. 
En el 2000, Ripa fue seleccionada para trabajar junto a Regis Philbin en el programa Live with Regis, por eso éste cambió su nombre para incluir el de ella pasándose a llamar Live with Regis and Kelly, como ya había ocurrido anteriormente con Kathie Lee. Ripa de esa manera adquirió un doble trabajo en televisión ya que al mismo tiempo continuaba actuando en All My Children. En el 2002 abandonó el serial televisivo para dedicarse exclusivamente al programa de entrevistas. En ese año volvió a ser nominada al premio Daytime Emmy, pero esta vez en dos categorías: "Mejor actriz secundaria de un serial televisivo" (por All My Children) y "Mejor presentadora de un talk-show" (por Live with Regis and Kelly), pero no ganó ninguno de los dos galardones. En 2003 prestó su voz a las películas de animación Kim Possible: A Sitch in Time y Batman: el misterio de Batimujer, donde desempeñó papeles secundarios.

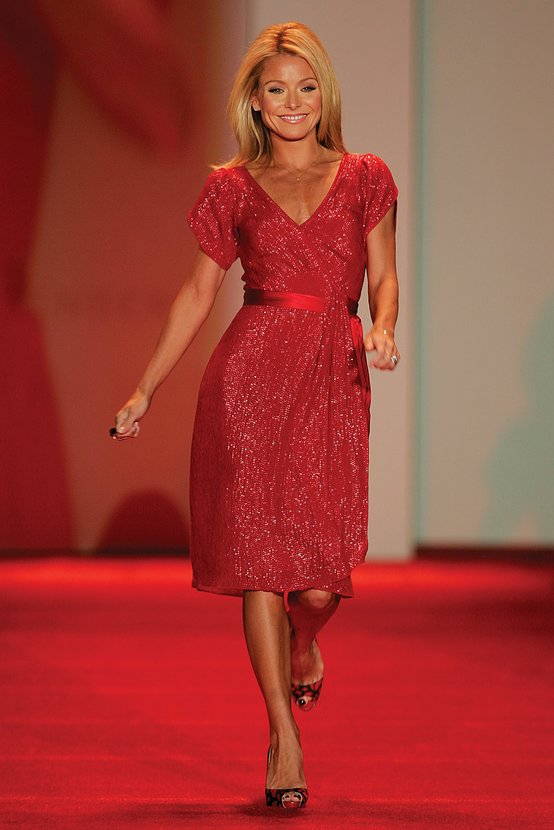
Ripa durante un desfile de moda en 2007.

A mediados de 2003, Ripa aceptó protagonizar junto a Faith Ford la comedia de situación Hope & Faith. Su personaje fue "Faith Fairfield", al igual que ella, una exactriz de telenovela. La serie se emitió hasta el año 2006, cuando fue retirada de la programación tras una pérdida de audiencia en su tercera temporada. En junio de 2004, Ripa firmó un contrato para continuar como presentadora del programa Live with Regis and Kelly durante cinco años más con un salario de $8 millones de dólares al año. En 2006 ganó su primer premio Daytime Emmy en la categoría de "Mejor programa especial" por copresentar junto a Regis Philbin y Ryan Seacrest el programa Walt Disney World Christmas Day Parade. 
En 2008 volvió a trabajar como actriz de voz en la película Fly Me to the Moon. En 2009 realizó una aparición especial en el programa infantil de televisión de la cadena PBS The Electric Company. Allí desempeñó el papel de "Wednesday Jones", una investigadora privada. A finales de 2009, Ripa a nunció que al año siguiente volvería al serial All My Children para participar sólo en dos episodios con motivo del 40° aniversario del programa.

## Vida personal
En 1995, Ripa sintió un interés sentimental por un nuevo integrante del elenco del serial televisivo All My Children, el actor Mark Consuelos. Fue en ese mismo año cuando iniciaron un romance. Se casaron el 1 de mayo de 1996 en Las Vegas. La pareja tuvo tres hijos: Michael Joseph (nacido el 2 de junio de 1997), Lola Grace (nacida el 16 de junio de 2001) y Joaquin Antonio (nacido el 24 de febrero de 2003).

## Filmografía
| Cine                | Cine                                   | Cine                    | Cine |
| Año                 | Película                               | Papeles                 | Notas |
| ------------------- | -------------------------------------- | ----------------------- | --- |
| 1996                | Marvin's Room                          | Coral                   | Película con la que debutó en el cine |
| 1999                | The Stand-In                           | Jennifer                | |
| 2003                | Batman: el misterio de Batimujer       | Roxanne Ballantine      | Voz |
| 2003                | Cheaper by the Dozen                   | Ella misma              | Cameo |
| 2007                | Fly Me to the Moon                     | Madre de Nat            | Voz |
| 2008                | Delgo                                  | Kurrin                  | Voz |
| Televisión diurna   |                                        |                         | |
| Año                 | Programa                               | Papel                   | Notas |
| 1990-2002 2010      | All My Children                        | Hayley Vaughan Santos   | Actriz secundaria Nominada al premio Daytime Emmy por "Mejor actriz secundaria de una serie de drama" (1993, 1999, 2002) |
| 2001–presente       | Live with Regis and Kelly              | Ella misma/presentadora | Presentadora Nominada al premio Daytime Emmy por "Mejor presentadora de un talk show" (2002, 2003, 2004, 2005, 2006, 2008, 2009) Nominada al premio People's Choice por "Presentadora favorita de un talk show" (2005, 2006, 2009) |
| 2004-presente       | Walt Disney World Christmas Day Parade | Ella misma/presentadora | Aparición anual Ganó al premio Daytime Emmy por "Mejor programa especial" (2005) Nominada al premio Daytime Emmy por "Mejor programa especial" (2006, 2007, 2008, 2009)                                                            |
| Televisión nocturna |                                        |                         | |
| Año                 | Serie/telefilme                        | Papel                   | Notas |
| 1994                | The Parkers                            | Ella misma              | Episodio: "Heir Today, Gone Tomorrow" |
| 2001                | Someone to Love                        | Michelle                | Película hecha para televisión |
| 2002                | Ed                                     | Jennifer Bradley        | Episodio: "Things to Do Today" Episodio: "May the Best Man Win " Episodio: "The Wedding" Episodio: "Trapped" |
| 2003                | Kim Posible. Problemas en el tiempo    | Bonnie del futuro       | Voz Película hecha para televisión |
| 2003-2006           | Hope & Faith                           | Faith Fairfield         | Papel principal |